# Mikroblading

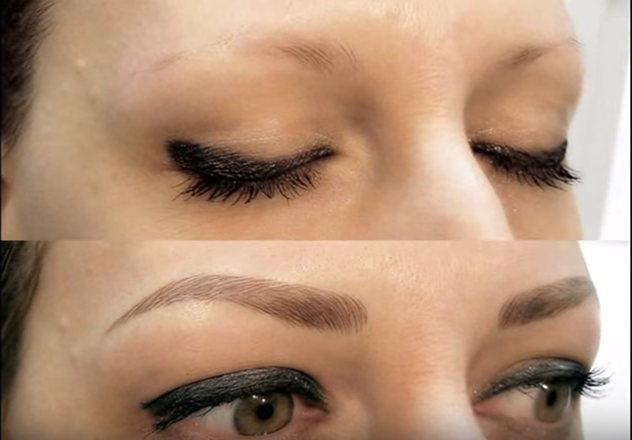
Vor und nach der Behandlung

Mikroblading (engl. Microblading) ist eine manuelle Methode des bekannten Permanent Make-up, welche aus dem asiatischen Raum stammt. Der Unterschied gegenüber dem klassischen Permanent Make-Up besteht darin, dass beim Mikroblading kein Gerät beziehungsweise keine Maschine zum Einsatz kommt. 

## Anwendung
Die Methode wird überwiegend für die Augenbrauen-Härchenzeichnung verwendet. Mit Mikroblading können auch Lippen pigmentiert werden. Konkret besteht der Pen aus aneinandergereihten „Klingen“, den sogenannten „Blades“. Mit diesen Blades werden feine Striche in die Haut geritzt und die Farbpigmente werden somit in die Haut eingearbeitet.

## Haltbarkeit
Genau wie beim normalen Permanent Make-up werden beim Mikroblading die Farbpigmente dauerhaft in die Haut eingearbeitet. Die Haltbarkeit beträgt bei den Augenbrauen je nach Hautbeschaffenheit und diversen anderen Faktoren wie beispielsweise Stoffwechsel etwa neun Monate bis zwei Jahre. Entfernen lassen sich die Zeichnungen vorher nur mit Lasertherapien.